# Tracie Spencer
Tracie Spencer (* 12. Juli 1976 in Waterloo, Iowa) ist eine US-amerikanische Sängerin und Schauspielerin.

## Leben und Werk
Spencer wurde populär, als sie 1987 die amerikanische CBS-Castingshow Star Search gewann.  Die damals 11-Jährige überzeugte durch eine gelungene Interpretation des Whitney-Houston-Hits How Will I Know.  Kurze Zeit später unterschrieb sie einen Plattenvertrag mit Capitol Records und veröffentlichte 1988 ihr erstes Album unter dem Titel Tracie Spencer.
Die Singles Hide and Seek (Platz 32) und Symptoms of True Love (Platz 11) platzierten sich unter den Billboard Hot R&B/Hip-Hop Singles & Tracks. Symptoms of True Love, komponiert von dem deutschen Autorenteam Klarmann/Weber, erreichte neben den Billboard Hot 100 (Platz 38) auch die deutsche (Platz 24) und die englische Hitparade (Platz 100).
Das 1990 veröffentlichte Album Make the Difference ist das bislang erfolgreichste. Die daraus ausgekoppelte Single This House erreichte Platz 3 in den USA sowie Platz 65 in England und wurde Spencers größter Hit. 1991 folgte This Time Make It Funky auf Platz 54 in den Vereinigten Staaten. Die Auskopplung Tender Kisses stieg auf Platz 2 in den US-R&B-Charts und auf Platz 42 der US-Single-Charts. Das vom selben Album stammende Love Me erreichte Platz 1 der R&B-Charts und Platz 48 der Billboard Hot 100.
Spencer setzte sich sehr für den Schutz von Kindern ein und wurde ein positives Vorbild für die amerikanische Jugend, was ihr den Martin Luther King Christian Leadership Award einbrachte. Mitte der 1990er Jahre konzentrierte sie sich auf ihre Schauspieler- und Modelkarriere und arbeitete z. B. für Tommy Hilfiger, Chanel und Dollhouse.
1999 hatte Tracie Spencer ein musikalisches Comeback mit dem Album Tracie. Die Single It’s All About You (Not About Me) stieg auf Platz 18 der US-Charts, Still in My Heart kletterte dort im Jahr 2000 noch auf Platz 88. Von 2004 bis 2006 spielte Tracie Spencer verschiedene Theaterrollen in Los Angeles.

## Diskografie

### Studioalben
| Jahr | Titel Musiklabel                  | Höchstplatzierung, Gesamtwochen, AuszeichnungChartplatzierungen (Jahr, Titel, Musiklabel, Platzierungen, Wochen, Auszeichnungen, Anmerkungen) | Höchstplatzierung, Gesamtwochen, AuszeichnungChartplatzierungen (Jahr, Titel, Musiklabel, Platzierungen, Wochen, Auszeichnungen, Anmerkungen) | Höchstplatzierung, Gesamtwochen, AuszeichnungChartplatzierungen (Jahr, Titel, Musiklabel, Platzierungen, Wochen, Auszeichnungen, Anmerkungen) | Höchstplatzierung, Gesamtwochen, AuszeichnungChartplatzierungen (Jahr, Titel, Musiklabel, Platzierungen, Wochen, Auszeichnungen, Anmerkungen) | Anmerkungen                                                                                           |
| Jahr | Titel Musiklabel                  | DE | UK | US | R&B | Anmerkungen                                                                                           |
| ---- | --------------------------------- | --- | --- | --- | --- | --- |
| 1988 | Tracie Spencer Capitol 48186      | DE46 (7 Wo.)DE | — | US146 (21 Wo.)US | R&B57 (36 Wo.)R&B | Erstveröffentlichung: 16. Januar 1988 Produzenten: Ollie Brown, Dennis Matkosky, Ron Kersey (Track 2) |
| 1990 | Make the Difference Capitol 92153 | — | — | US107 (11 Wo.)US | R&B38 (92 Wo.)R&B | Erstveröffentlichung: 27. August 1990 Produzenten:Matt Sherrod, Paul Sherrod, Sir Spence              |
| 1999 | Tracie Capitol 34287              | — | — | US114 (7 Wo.)US | — | Erstveröffentlichung: 29. Juni 1999 Produzenten: Soulshock & Karlin, Arnold Hennings, Peter Biker     |

### Kompilation
- 1996: The Best of Tracie Spencer (CEMA Special Markets; VÖ: 15. März)

### Singles
| Jahr | Titel Album                                 | Höchstplatzierung, Gesamtwochen, AuszeichnungChartplatzierungen (Jahr, Titel, Album, Platzierungen, Wochen, Auszeichnungen, Anmerkungen) | Höchstplatzierung, Gesamtwochen, AuszeichnungChartplatzierungen (Jahr, Titel, Album, Platzierungen, Wochen, Auszeichnungen, Anmerkungen) | Höchstplatzierung, Gesamtwochen, AuszeichnungChartplatzierungen (Jahr, Titel, Album, Platzierungen, Wochen, Auszeichnungen, Anmerkungen) | Höchstplatzierung, Gesamtwochen, AuszeichnungChartplatzierungen (Jahr, Titel, Album, Platzierungen, Wochen, Auszeichnungen, Anmerkungen) | Höchstplatzierung, Gesamtwochen, AuszeichnungChartplatzierungen (Jahr, Titel, Album, Platzierungen, Wochen, Auszeichnungen, Anmerkungen) | Anmerkungen |
| Jahr | Titel Album                                 | DE | UK | US | R&B | Dance | Anmerkungen |
| ---- | ------------------------------------------- | --- | --- | --- | --- | --- | --- |
| 1988 | Symptoms of True Love Tracie Spencer        | DE24 (14 Wo.)DE | UK100 (1 Wo.)UK | US38 (16 Wo.)US | R&B11 (15 Wo.)R&B | Dance14 (18 Wo.)Dance | Erstveröffentlichung: Mai 1988 Autoren: Felix Weber, Irmgard Klarmann Produzent: Ron Kersey                     |
| 1988 | Hide and Seek Tracie Spencer                | — | — | — | R&B32 (12 Wo.)R&B | — | Erstveröffentlichung: August 1988 Autor: Lynn B. Davis                                                          |
| 1989 | Imagine Tracie Spencer                      | — | — | US85 (4 Wo.)US | R&B31 (12 Wo.)R&B | — | Erstveröffentlichung: Januar 1989 Autor und Original: John Lennon                                               |
| 1990 | Save Your Love Make the Difference          | — | — | — | R&B7 (14 Wo.)R&B | Dance20 (6 Wo.)Dance | Erstveröffentlichung: August 1990 Autoren: Kenny Harris, Mark Holden, Michael Price                             |
| 1990 | This House Make the Difference              | — | UK65 (2 Wo.)UK | US3 (23 Wo.)US | R&B7 (21 Wo.)R&B | Dance7 (11 Wo.)Dance | Erstveröffentlichung: November 1990 Autoren: Matt Sherrod, Paul Sherrod, Sir Spence                             |
| 1991 | This Time Make It Funky Make the Difference | — | — | US54 (7 Wo.)US | R&B31 (9 Wo.)R&B | Dance13 (11 Wo.)Dance | Erstveröffentlichung: April 1991 Autoren: Crystal Carlisle, Matt Sherrod, Paul Sherrod, Sir Spence; Rap: El-Bee |
| 1991 | Tender Kisses Make the Difference           | — | — | US42 (20 Wo.)US | R&B1 (28 Wo.)R&B | — | Erstveröffentlichung: Juli 1991 Autoren: Matt Sherrod, Paul Sherrod, Sir Spence, Tracie Spencer                 |
| 1992 | Love Me Make the Difference                 | — | — | US48 (15 Wo.)US | R&B2 (20 Wo.)R&B | — | Erstveröffentlichung: Februar 1992 Autoren: Fil Brown, Tony Robinson                                            |
| 1999 | It’s All About You (Not About Me) Tracie    | — | UK65 (2 Wo.)UK | US18 (13 Wo.)US | R&B6 (23 Wo.)R&B | — | Erstveröffentlichung: Mai 1999 Autoren: Carsten Schack, Kenneth Karlin, Heavynn                                 |
| 1999 | Still in My Heart Tracie                    | — | — | US88 (3 Wo.)US | R&B36 (21 Wo.)R&B | Dance39 (6 Wo.)Dance | Erstveröffentlichung: Oktober 1999 Autoren: Carsten Schack, Kenneth Karlin, Andrea Martin, Ivan Matias          |